# Formas de volver a casa
Formas de volver a casa es la tercera novela escrita por Alejandro Zambra, y fue publicada en 2011. Relata una niñez en el Chile de los años 1970, cuando Augusto Pinochet gobernaba el país como un dictador. Zambra discute en su libro temas como el crecer siendo niño en una dictadura, el proceso de escribir una novela sobre la vida, y el efecto que una dictadura tiene sobre una familia pudiente.

## Resumen
La novela está contada desde dos perspectivas. Ambas pertenecen al autor, pero hay una de él como niño y otra de él como adulto. La trama es narrada en cuatro partes:
I. Personajes secundarios
II. La literatura de los padres
III. La literatura de los niños
IV. Estamos bien
El autor cambia constantemente de punto de vista a lo largo de la novela, alternando entre la mirada de un niño y la de un adulto que escribe una novela sobre su propia vida. El relato se construye en la oscilación entre ambas voces.

## Recepción por la crítica
El libro se hizo famoso a causa de su habilidad para combinar una perspectiva personal con una perspectiva histórica. El libro ha recibido elogios internacionales, incluyendo los de reconocidos autores y escritores.